# Detención arbitraria

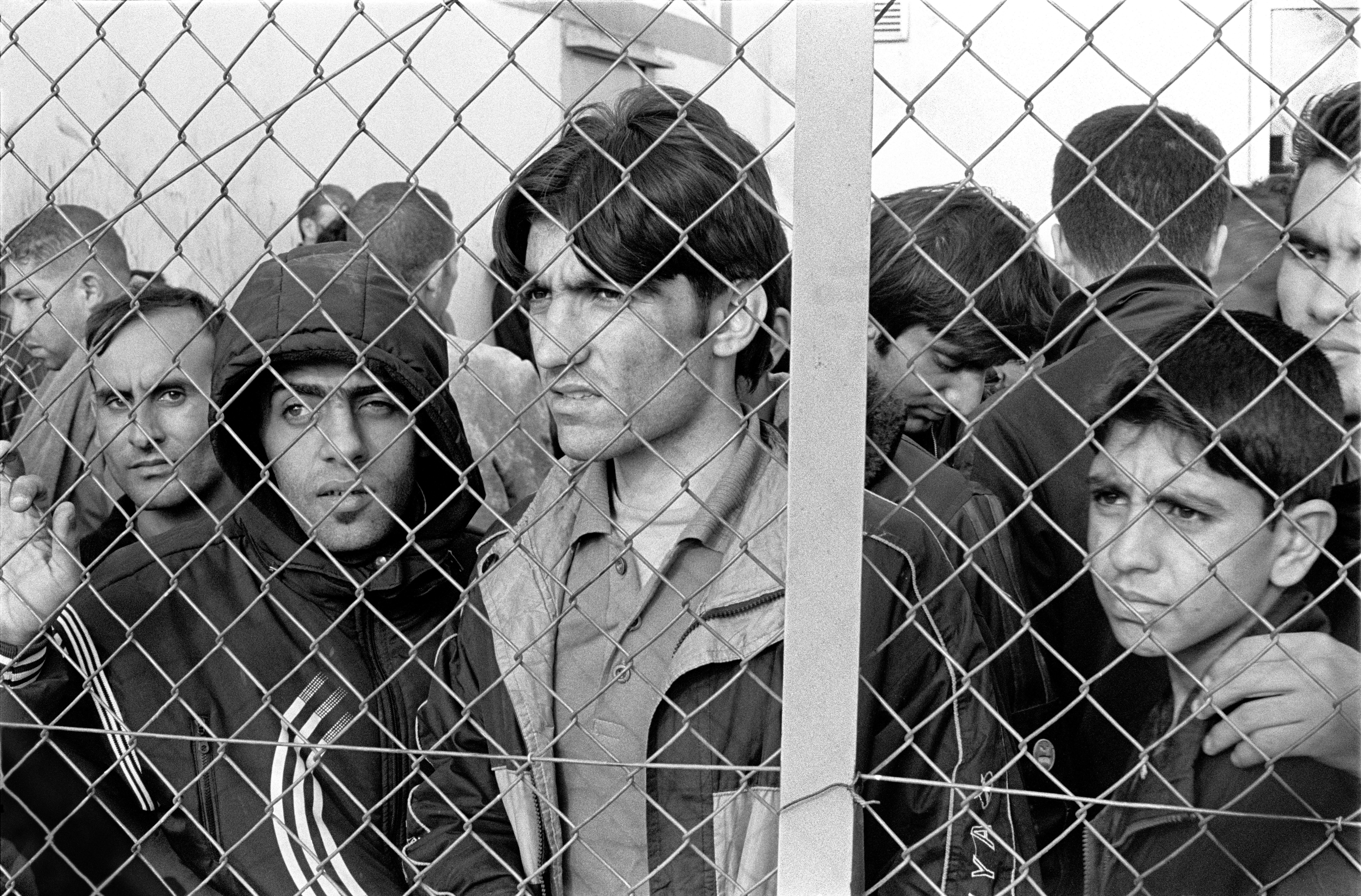
Inmigrantes refugiados arrestados.

Las detenciones arbitrarias son arrestos o detenciones de personas en aquellos casos en que no existe probabilidad o evidencia de comisión de delito o en los casos en que no se cumple con el debido proceso establecido por normas o estatutos legales. El arresto o detención arbitrarios de personas es contrario a lo establecido por ley en las democracias, y, por lo tanto, es ilegal en estos regímenes. Si bien existen diferencias en la legislación de diferentes países en cuanto a definiciones y aplicación, típicamente se admite por períodos de tiempo muy breves, de unas pocas horas o unos pocos días. En algunos países, esta privación temporal de la libertad se llama comúnmente detención preventiva o detención por 'averiguación de antecedentes'.

## Antecedentes
La estricta prohibición del arresto o detención arbitrarios está establecida en la Declaración Universal de los Derechos Humanos, aprobada en 1948 por la mayoría de los países votantes.
A lo largo de los años, el contenido de esta Declaración ha sido tomado como base y marco teórico en múltiples ocasiones. Un ejemplo puede ser un documento emitido por la Oficina del Alto Comisionado para los Derechos Humanos, en julio de 2014, que cita el Párrafo 1, Artículo 9, del Pacto Internacional de Derechos Civiles y Políticos: "Todo individuo tiene derecho a la libertad y a la seguridad personales. Nadie podrá ser sometido a detención o prisión arbitrarias. Nadie podrá ser privado de su libertad, salvo por las causas fijadas por ley y con arreglo al procedimiento establecido en esta".

### África
Durante el año 2014, varios países africanos enfrentaron un aumento de la violencia por parte de grupos radicalizados, como Al Shabaab y Boko Haram, lo que produjo, además de la muerte o el desplazamiento de decenas de miles de personas por causa directa de los ataques de estos grupos, la respuesta igualmente violenta de los gobiernos, que dio lugar a detenciones arbitrarias indiscriminadas y masivas.

### América
Una serie de protestas públicas contra políticas de los gobiernos, que se extendieron prácticamente a lo largo de todo el período y en varios países, dieron lugar al uso excesivo de la fuerza como respuesta por parte de las fuerzas policiales. En ese marco, se produjeron miles de arrestos arbitrarios, en muchos casos como primer acto de abuso previo a mayores violaciones de los derechos humanos.

### Asia y Oceanía
Además de las detenciones arbitrarias dadas como respuesta por parte de las fuerzas gubernamentales a la violencia producida por grupos radicalizados o en el contexto de enfrentamientos armados; en varios países de la región se producen arrestos y detenciones arbitrarias de activistas políticos, defensores de los derechos humanos, periodistas y civiles en general, en el marco de la restricción al ejercicio pacífico de derechos.

### Europa y Asia Central
En varios países de la región se realizaron modificaciones a los códigos penales, o bien se retomaron prácticas o reglamentaciones del pasado, con el objeto de restringir o desalentar marchas o manifestaciones pacíficas, a veces ni siquiera de protesta: la consecuencia de la aplicación de esta normativa, fue la detención y arresto arbitrarios de los participantes. En algunos casos, estas detenciones se produjeron en días previos a la marcha o encuentro.

### Oriente Medio y Norte de África
En el contexto de agitación política, inestabilidad y conflictos de características étnicas, las detenciones arbitrarias, en muchos casos como paso previo a la comisión de otras violaciones de los derechos humanos, resultaron una práctica común y extendida en la región durante el período observado. Los sistemas de justicia penal, presumiblemente afectados por corrupción, serían, en este marco, instrumentos de represión al servicio de las autoridades.